# Vem vet?
Vem vet? (со швед. — «Кто знает») — песня шведской исполнительницы Лизы Экдаль, выпущенная ею на дебютном альбоме Lisa Ekdahl в 1994 году. Будучи выпущенной на сингле, композиция заняла 4-е место в чартах продаж Швеции и Норвегии.
В хит-параде шведского радио Svensktoppen песня пробыла десять недель (12 марта — 14 мая), достигнув 9 апреля первой позиции.

## Чарты
| Чарт (1994) | Позиция |
| ----------- | ------- |
| Норвегия    | 4       |
| Швеция      | 4       |